# Chair de poule (série de jeux vidéo)
Pour les articles homonymes, voir Chair de poule (homonymie).
La série de jeux vidéo Chair de poule comprend une série de jeux vidéo d'action-aventure basés sur la série de livres Chair de poule.

## Liste

### Escape from HorrorLand(1996)
Escape from HorrorLand est sorti en 1996 sur PC,. Le jeu fait suite au livre Chair de poule, Le Parc de l'horreur. Ce jeu met en vedette des acteurs bien connus, dont Adam Wylie, Eric Lloyd, Isabella Rossellini et Jeff Goldblum. Il a été réalisé par Lawrence Guterman, qui a ensuite réalisé Comme chiens et chats (2001) et Le Fils du Mask (2005).

### L'Attaque du mutant(1997)
L'Attaque du mutant est un jeu sorti sur Microsoft Windows pour enfants basé sur le livre Chair de poule : L'Attaque du mutant de RL Stine. Il a été développé et produit par DreamWorks Interactive et est sorti le 25 septembre 1997. C'était l'un des premiers jeux à utiliser l'animation Ombrage de celluloïd.
Le héros descend d'un bus au mauvais arrêt et se retrouve au quartier général du  Mutant Masqué. À l'intérieur, il doit travailler avec des super-héros de bandes dessinées appelés la League of Good Guys pour empêcher le Mutant Masqué et ses acolytes maléfiques de transformer le monde en une bande dessinée géante.

### Chair de poule: HorrorLand(2008)
Scholastic Book Company sort un jeu vidéo intitulé Chair de poule : HorrorLand le 28 octobre 2008 en Amérique du Nord et le 16 octobre 2009 en Europe,,, pour se rattacher à la série, sur Nintendo DS, Wii, et PlayStation 2. Développé par Gusto Games à Derby, l'intrigue suit un jeune enfant et ses amis piégés dans Le Parc de l'horreur, où ils doivent se frayer un chemin à travers des niveaux difficiles pour échapper au parc à thème diabolique. Les rapports indiquent que le jeu est similaire au jeu original Chair de poule Bienvenue au parc de l'horreur, dans lequel les joueurs devaient battre les mini-jeux de différents niveaux pour révéler qui était derrière les événements dans le parc et rentrer chez eux. Le site officiel révèle que le parc de l'horreur dans le jeu aurait cinq zones principales : Vampire Village (qui sert de plaque tournante reliant tous les autres), Mad Labs, Terror Tombs (une zone à thème égyptien), Fever Swamp et le Carnival of Screams. Plusieurs de ces domaines font référence à des livres classiques de Chair de poule ou à des représentations antérieures du Parc de l'horreur.

### Chair de poule, le jeu(2015)
Chair de poule, le jeu est un jeu vidéo d'aventure pointer-cliquer sorti en 2015, où les joueurs contrôlent un garçon ou une fille qu'ils nomment, et ils partent dans une aventure effrayante en combattant les monstres Chair de poule qui s'échappent de leurs livres.
Le jeu est une préquelle du film Chair de poule et est développé par Wayforward Technologies.

### Night of Scares(2015)
Sorti en 2015, Night of Scares est un jeu mobile où les joueurs contrôlent un jeune garçon nommé Twist qui a déménagé dans une maison hantée par des personnages effrayants de la série Chair de poule. Se déroulant après le film, RL Stine est piégé à l'intérieur d'une machine à écrire grâce à Slappy. On leur souhaite bonne chance en essayant d'obtenir les pages de Night of the Living Dummy.

### Horror Town(2018)
Horror Town (parfois orthographié HorrorTown) est un jeu mobile. Sorti en 2018, Horror Town suit Slappy et divers monstres alors que les joueurs construisent leur propre ville inspirée de Chair de poule en utilisant différents emplacements des différents livres Chair de poule. 

### Dead of Night(2020)
Une suite de Night of Scares, intitulé Chair de poule: Dead of Night, est sorti à l'été 2020 sur PlayStation 4, Nintendo Switch, Xbox One et PC. Chair de poule : Dead of Night inclut du contenu supplémentaire non vu dans Night of Scares . La version Nintendo Switch dispose de commandes gyroscopiques, de la fonctionnalité HD Rumble et de la prise en charge de l'écran tactile.